# Zhao Dun
Zhao Dun (chinois: 趙盾, Hanyu pinyin: Zhào Dùn; mort 601 av. J.C.), à titre posthume Zhao Xuanzi (chinois: 趙宣子, Hanyu pinyin: Xuanzi de Zhao), était un noble et ministre de l'État de Jin. Il était le fils de Zhao Cui et Shu Kui de Qionggaoru. Il a dirigé la Maison de Zhao entre 621 et 601 av. J.C.

## Biographie
Après la mort de son père Zhao Cui, Zhao Dun est apparu pour la première fois dans le théâtre politique de Jin en 621 av. J.C. avant notre ère lorsque l'armée Jin organisait un défilé militaire à Yi. Yang Chufu, la connaissance de son père, recommanda Dun au duc de Jin. Plus tard, le pouvoir de Dun a été assuré et le duc lui a confié la régence.
À la mort du duc Xiang de Jin à l'automne 621 av. J.C., Dun installa son jeune fils Yigao comme duc de Jin. Avant l'installation, les nobles de Jin ont favorisé le jeune frère de Duke Xiang, Yong. La mère de Yigao, la consort Muying de Qin, craignait la persécution possible après l'accession de Yong. Elle est venue chez Dun et l'a supplié de son soutien à Yigao. Dun a involontairement accepté sa demande et a fait de Yigao le prochain duc de Jin. Cette année, Hu Juju du clan Hu (un parent du duc Jin) a exécuté Yang Chufu parce que Yang menaçait les intérêts politiques du clan Hu. Dun a à son tour exécuté Juju. 
Zhao Dun est mort en 601 av. J.C. et a été remplacé par son fils Zhao Shuo. Peu de temps après sa mort, le clan Zhao a été gravement endommagé lors de la catastrophe de Xiagong.